# Virgilio Rabaglio
Vigilio Rabaglio, llamado por error Virgilio Rabaglio, fue un arquitecto del Cantón del Tesino que trabajó en el Milanesado y en España. Nació en Gandria, un pequeño puerto situado a 5 kilómetros al este de Lugano, el 24 de septiembre de 1711. Murió en la misma población el 26 de mayo de 1800.
Sus padres fueron Giacomo Rabaglio y Lucía Rastelloni.

## Biografía

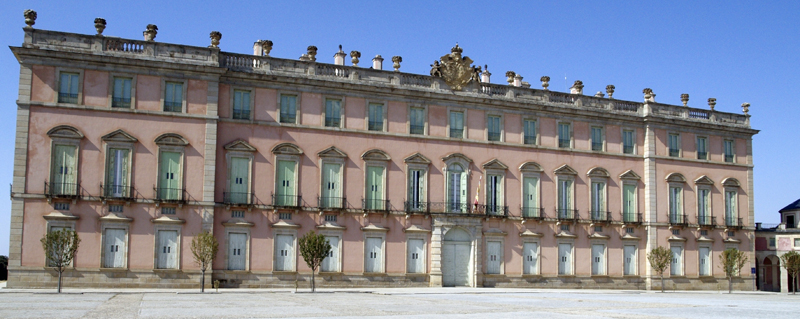
Palacio Real de Riofrío

Entre 1723 y 1724, se formó como arquitecto en Milán junto al arquitecto Pagani, y después en Vicenza durante tres años.
Entre 1734 y 1736, trabajó en la cartuja de Pavía, en el santuario de Nuestra Señora de la Consolación de Turín y en 1735 en el Valle de Aosta.
Formó parte del « clan Scotti ».El marqués Anibal Scotti di Castelbosco, originario de Piacenza, llegó a España en 1717, junto con la segunda esposa de Felipe V, la reina Isabel Farnesio, de quien fue gentilhombre de cámara, uno de sus mayordomos y su hombre de confianza. Tuvo gran influencia en la corte hasta la muerte del rey en 1746.
El marqués de Scotti le hizo venir a Madrid en 1737 como maestro de obras para la construcción del Palacio Real de Madrid.
Entre 1737 y 1738 fue arquitecto del Teatro de los Caños del Peral.
El 27 de junio de 1742 fue nombrado « maestro arquitecto » del Palacio Real. En 1743, hace venir a España a su hermano Pietro para participar en la construcción de los palacios reales.
A partir de 1743, termina la construcción de la iglesia de los Santos Justo y Pastor, de Madrid, actual Basílica de San Miguel. Esta iglesia había sido comenzada por Giacomo Bonavia.
Su obra más importante fue el Palacio Real de Riofrío, en Navas de Riofrío (provincia de Segovia), para la reina Isabel Farnesio, comenzada en 1752. El palacio nunca fue terminado totalmente y la reina jamás lo habitó. Después de haber diseñado los planos, trabajó en el proyecto hasta febrero de 1753, cuando lo dejó por considerar que las condiciones del trabajo y las remuneraciones eran injustas. El trabajo fue continuado por su adjunto, Carlos Frasquina (1753-1757), después por Pedro Sermini (1757-1762) y José Díaz Gamoones (1762-1767). Después de la muerte de la reina Isabel Farnesio, los trabajos se pararon en 1767.
Regresó a Gandria y pasó sus últimos años en esta población hasta su muerte.